# 杰西·瓦格斯塔夫
杰西·瓦格斯塔夫（英語：Jesse Wagstaff，1986年4月30日—），澳大利亚男子篮球运动员，场上位置是大前锋。他曾代表澳大利亚国家队参加2018年和2022年英联邦运动会篮球比赛，获得一枚金牌和一枚银牌。